# Stara Vîjivka
Stara Vîjivka (în ucraineană Стара Вижівка) este așezarea de tip urban de reședință a raionului Stara Vîjivka din regiunea Volînia, Ucraina. În afara localității principale, mai cuprinde și satele Bridkî și Melnîkî.

## Demografie
Componența lingvistică a așezării de tip urban Stara Vîjivka
     Ucraineană (99,09%)
     Alte limbi (0,88%)
Conform recensământului din 2001, majoritatea populației așezării de tip urban Stara Vîjivka era vorbitoare de ucraineană (99,09%), existând în minoritate și vorbitori de alte limbi.